# Várgesztes
Várgesztes là một thị trấn thuộc hạt Komárom-Esztergom, Hungary. Thị trấn này có diện tích 12,04 km², dân số năm 2010 là 567 người, mật độ 47 người/km².